# Brainrot
Brainrot (engelsk for hjerneforrådnelse) er et slangudtryk, der bruges til at beskrive internetindhold, der anses for at være af lav kvalitet eller værdi. Ordet stammer fra de åbenbart negative psykologiske og kognitive virkninger forårsaget af eksponering for indholdet. 